# Rathaus Melsungen

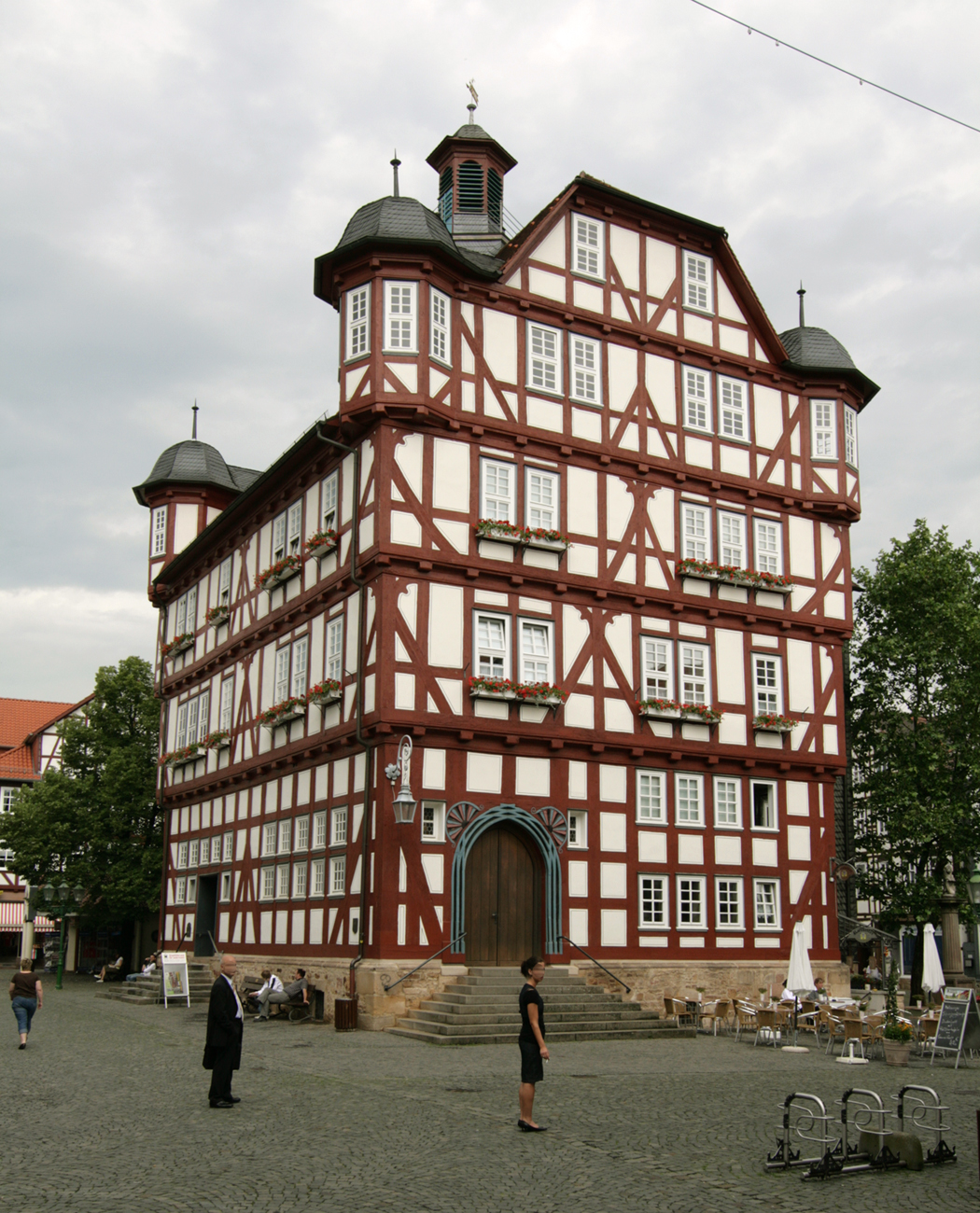
Das Rathaus Melsungen von Süden aus betrachtet

Das Rathaus von Melsungen ist ein in den 1560er Jahren errichtetes Fachwerkhaus im Zentrum der nordhessischen Kleinstadt Melsungen. Das Gebäude steht nach allen Seiten frei und hat drei vorkragende Obergeschosse. An den Ecken des Rathauses befinden sich vier polygonale Ecktürmchen. Aus dem Dach ragt ein Mittelturm, in dem sich zweimal täglich, um 12 Uhr und 18 Uhr, eine geschnitzte Holzfigur zeigt, die das Melsunger Wahrzeichen, den Bartenwetzer, darstellt.

## Geschichte
Der Vorgängerbau des Melsunger Rathauses fiel am 20. Mai 1554 einem Großbrand zum Opfer, bei dem auch das Brauhaus und zwölf weitere Gebäude zerstört wurden. Lange Zeit wurde angenommen, dass das heutige Rathaus bereits zwei Jahre nach dem Brand wieder aufgebaut war, was durch fehlerhafte Angaben in Wilhelm Dilichs Hessische Chronica von 1605 immer wieder falsch wiederholt wurde. Jahresringuntersuchungen an den Balken zeigten jedoch, dass die dafür gefällten Bäume allesamt 1562/63 gefällt worden sein müssen, so dass das Rathaus erst danach erbaut worden sein kann.
Ursprünglich befand sich der Eingang an der Südseite. Im hoch angelegten Erdgeschoss befanden sich rechts des Eingangs zwei Räume übereinander: unten die Weinschänke und darüber die Ratsstube. Der Rest des Geschosses war eine große Halle und wurde an Markttagen von Händlern genutzt. Das obere Geschoss war durch eine in der Mitte verlaufende Wand geteilt. Der eine Raum wurde als Hochzeitssaal genutzt, der andere als Vorraum und Küche. Das zweite Obergeschoss war als Lagerraum vorgesehen, wurde als solcher jedoch nur selten genutzt, weil auch das Obergeschoss des benachbarten neuen Brauhauses als Lager fungierte. 1735 begann ein Teilausbau des zweiten Obergeschosses, wo nun Wohnungen für den Stadtdiener und den Kellerwirt eingerichtet wurden.

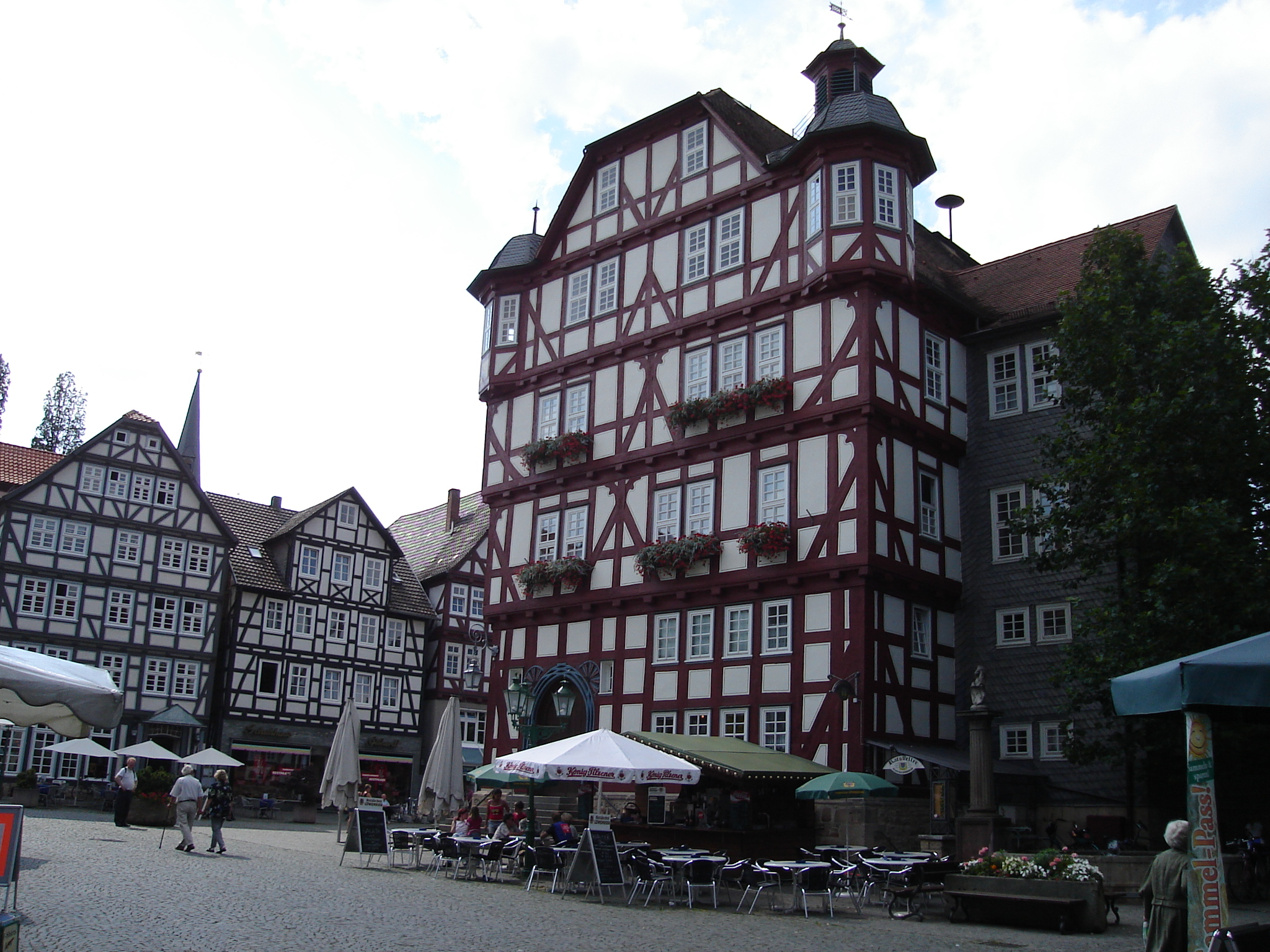
Rathaus mit verschiefertem Anbau auf der Rückseite

Im 19. Jahrhundert fanden mehrere Umbauten statt. Im Erdgeschoss wurden weitere Zwischendecken eingezogen, so dass die hohe Halle weichen musste. Die neuen Räumlichkeiten waren notwendig, weil auch die landgräflichen Beamten das Gebäude nutzen wollten. 1825/26 änderte sich das äußere Erscheinungsbild des Hauses, denn es wurde komplett verputzt, so dass das Fachwerk verschwand. 1866 wurde das an der Rückseite des Rathauses gelegene Brauhaus abgerissen, so dass eine große Freifläche entstand, die Platz schuf für eine weitere Baumaßnahme: 1884/85 erhielt das Rathaus dort einen Anbau, der 285 Mark und 14 Pfennige kostete, und ein Treppenhaus und weitere Räume enthielt. Heute ist dieser Anbau verschiefert.
Der letzte große Umbau stammt von 1927/28, als der Putz abgeschlagen wurde und das Fachwerk wieder zum Vorschein kam. Der Eingang, der zwischenzeitlich an die Westseite des Gebäudes verlegt worden war, kehrte wieder zum Südportal zurück. Um an dieser Stelle eine große Eingangshalle zu schaffen, wurden die noch aus der Erbauerzeit stammenden Räume der Ratsstube und der Weinschänke herausgebrochen. Zudem wurde der Dachreiter, der vorher an der südlichen Giebelseite gestanden hatte, in die Mitte des Daches versetzt und der Bartenwetzer als Wahrzeichen Melsungens eingesetzt.
Heute befinden sich noch immer Teile der Melsunger Stadtverwaltung in dem Gebäude. Unter anderem sind das Haupt- und das Personalamt dort untergebracht. 